# Avenida Juan Bautista Lafora
La avenida Juan Bautista Lafora y, por extensión, la calle Jovellanos son dos avenidas consecutivas de la ciudad española de Alicante.

## Denominación
El nombre de la avenida hace referencia al ingeniero alicantino Juan Bautista Lafora y Caturla, que permitió la construcción del ferrocarril de Alicante a Denia, aproximadamente la actual Línea 1 del tranvía. Asimismo, el nombre de Jovellanos hace referencia a Gaspar Melchor de Jovellanos, escritor y filósofo ilustrado español.

## Descripción
La avenida comienza en la puerta del Mar y discurre, en dirección suroeste-noreste, paralela al paseo de Gómiz y la playa del Postiguet. A la altura de la biblioteca pública Azorín, pasa a denominarse calle Jovellanos, la cual se prolonga hasta el inicio del scalextric del Postiguet. En anterioridad se trataba de la calle exterior de la muralla que protegía la ciudad, llamada calle del Postiguet, que en 1858 se derruyó. Actualmente se pueden ver restos de la muralla desde la carretera, siendo su parte superior la calle Virgen del Socorro, a la cual se puede acceder a través de escaleras, ascensor o paso elevado.  
La vía, que tiene una longitud conjunta de unos 700 m y hasta tres carriles por cada sentido separados por una mediana, forma parte de la N-332. Es, por lo tanto, una arteria principal de la ciudad que enlaza con su acceso norte (la avenida de Denia) y la avenida de Villajoyosa. Además de la playa y la biblioteca pública Azorín, desde esta vía se puede acceder al paseíto Ramiro y el túnel de 200 m que conecta con los ascensores del castillo de Santa Bárbara. Una pasarela peatonal que une la playa con el barrio del Raval Roig pasa por encima de la avenida.
El hotel Bahía, situado frente a esta avenida, fue objetivo de un atentado terrorista de ETA en julio de 2003.